# Олдрич (Минесота)
Олдрич (енгл. Aldrich) град је у америчкој савезној држави Минесота.

## Демографија
По попису из 2010. године број становника је 48, што је 5 (-9,4%) становника мање него 2000. године.
| Група             | 2000.      | 2010.       |
| Белци             | 52 (98,1%) | 48 (100,0%) |
| Афроамериканци    | 0 (0,0%)   | 0 (0,0%)    |
| Азијати           | 0 (0,0%)   | 0 (0,0%)    |
| Хиспаноамериканци | 0 (0,0%)   | 0 (0,0%)    |
| Укупно            | 53         | 48          |